# HD 1461 b
HD 1461 b — Экзопланета, на орбите вокруг звезды 6 звездной величины и спектрального класса G HD 1461, на расстоянии в 76.5 световых лет по направлению созвездия Кита. Планета обладает массой превосходящей Земную минимум в 6.4 раза и обращается на дистанции 0.0634 а. е. от родной звезды с эксцентриситетом менее чем 0.131. В настоящее время неизвестно, является ли планета газовым гигантом как Уран или Нептун, или землеподобна вроде CoRoT-7 b. Открытие планеты было совершено 13 Декабря 2009 методом Доплеровской спектроскопии обсерваторией Кек и Англо-Австралийской обсерваторией.